# Mývatn
Mývatn plitko je islandsko eutrofično jezero, koje se nalazi na području aktivnog vulkanskog djelovanje na sjeveru Islanda, nedaleko od vulkana Krafle. 
Jezero i okolna močvarna područja imaju iznimno bogatu faunu ptica močvarica, posebno patki. Jezero je nastalo velikom bazaltnom erupcijom lave prije 2300 godina, a krajolikom dominiraju vulkanski elementi, uključujući i ukrasne stupova i pseudokratere. Voda rijeke Laxá poznata je kao bogato ribolovno područje potočne pastrve i lososa.
Ime jezera (islandski. "mý" (mušica) i "vatn" (jezero); dolazi od velikog broja muha u ljeto. Ime Mývatn ponekad se koristi ne samo za jezero, nego i za cijelo okolno naseljeno područje. Rijeka Laxá, jezero Mývatn i okolna močvarna područja zaštićeni su kao prirodni rezervat.
Od 2000. godine, u ljetnim mjesecima održava se maraton oko jezera.

## Fotogalerija
- Mývatn